# Temple de Seti I
|  | Per a altres significats, vegeu «Temple de Seti I a Abidos». |

El temple de Seti I és un antic temple egipci situat al nord del conjunt conegut com a Tebes de l'oest (Western Thebas), a Luxor. És del segle xiii aC, de la dinastia XIX, i és conegut generalment com a temple de Qurna, tot i que aquest terme també s'empra a vegades per a esmentar el Ramesseum. Els egipcis li diuen temple de Qasr al-Rubaiq.

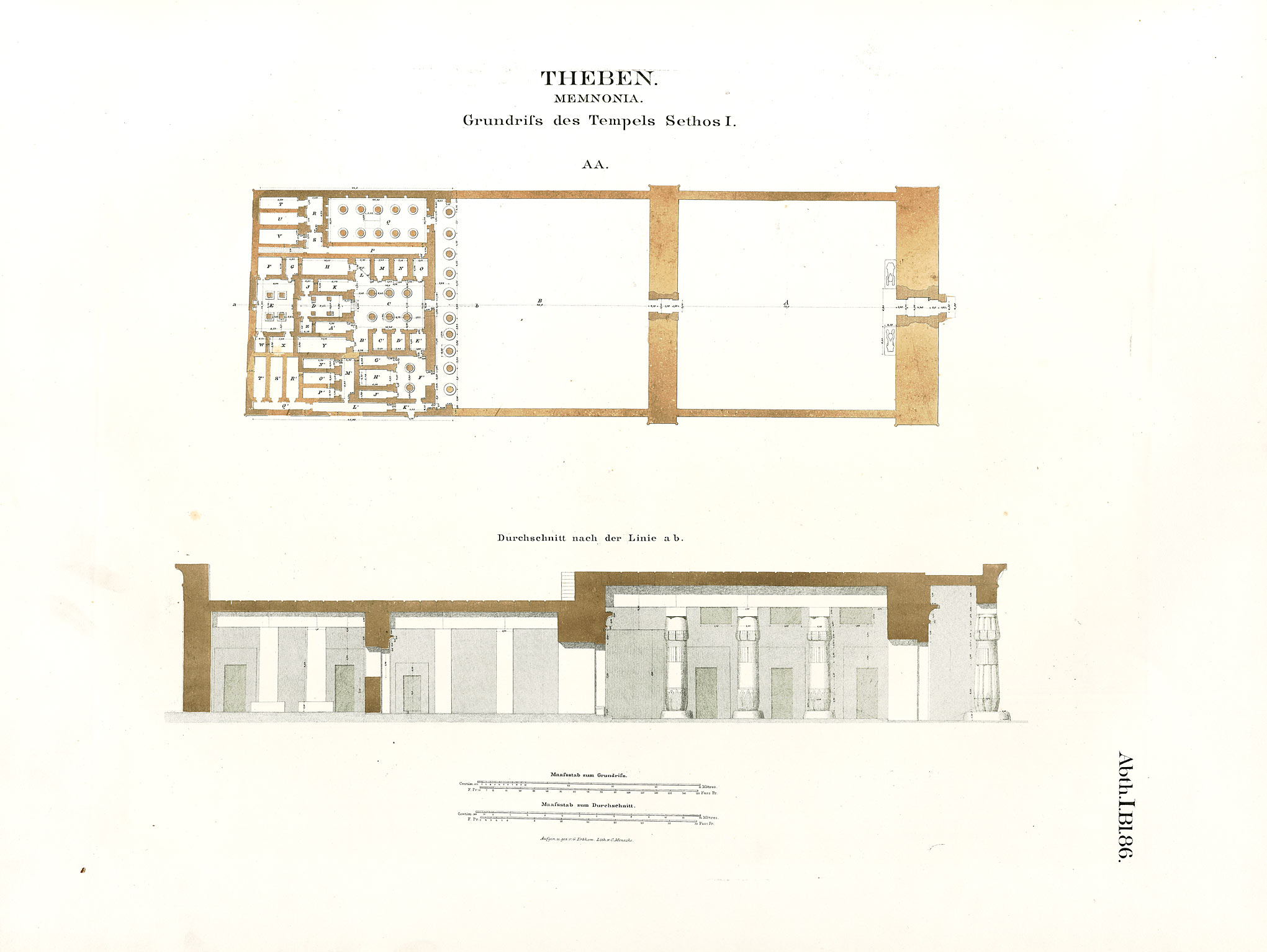
Planta i secció del temple

El temple fou construït per Seti I com a temple funerari per a ell mateix i per al seu pare, i en honor d'Amon. Ramsès II el va acabar, hi va fer una capella. Seti hi va fer construir una capella en honor de Ramsès I, el seu pare, que no va poder tenir el seu propi temple perquè només va regnar durant uns mesos. Durant el període romà fou lloc de treball d'artesans, i amb el cristianisme va esdevenir església i algunes cases particulars es van adaptar dins el mateix temple, i alguns materials es van utilitzar per a la construcció fora del temple. Des del 1972 és en restauració.